# Emblema del Nepal
L'emblema del Nepal (नेपालको निशान छाप) è il simbolo araldico ufficiale del paese, adottato il 30 dicembre 2006. Al centro di una ghirlanda di rododendro sono raffigurati il monte Everest e le verdi colline ai suoi piedi, che fanno da sfondo a una carta del paese in bianco. In alto si trova la bandiera nazionale, mentre nella parte bassa due mani, una femminile e una maschile, si stringono. In basso è riportato il motto del paese: जननी जन्मभूमिश्च स्वर्गादपी गरीयसी (la madre e la madre patria sono più grandi del cielo).